# Denderleeuw
Denderleeuw est une commune néerlandophone de Belgique dans le Denderstreek située en Région flamande, dans la province de Flandre-Orientale.

## Héraldique
|  | La commune possède des armoiries qui lui ont été octroyées le 24 février 1818 et confirmées le 27 mai 1844. De nouvelles armoiries lui ont été octroyées le 2 décembre 1985. Les armoiries sont de meubles, la barre ondulée dans la moitié droite montre la rivière Dendre. La moitié gauche montre un lion naturel, pas héraldique (« Leeuw » en néerlandais). Comme aucun sceau historique n’était connu, le conseil local a probablement conçu les armoiries en 1813. « Leeuw » dans le nom est probablement dérivé d'un ancien mot pour colline et n'a rien à voir avec les lions. Les nouvelles armes combinent les armoiries des familles Gavere-Liedekerke et Vilain XIIII. Denderleeuw et Liedekerke ont historiquement formé un seul et même domaine. À la fin du XIIe siècle, le domaine est devenu une possession de la famille van Gavere. Raas V van Gavere, décédé en 1217, utilisa pour la première fois le titre de seigneur de Liedekerke. La famille a occupé le domaine jusqu'en 1477. Les armoiries de la famille montraient trois lions d'or sur fond rouge. Iddergem et Welle forment un domaine depuis 1698, qui fut à l'époque acheté par Frans Ignaas Vilain XIIII. La famille Vilain XIIII reste seigneur du domaine jusqu'à la fin du XVIIIe siècle. Leurs armoiries étaient un écu noir avec un chef en argent avec un lambel noir. Blasonnement : Parti : 1. De gueules à trois lions d'or, armés et lampassés d'azur. 2. De sable au chef d'argent chargé d'un lambel du champ. Source du blasonnement : Heraldy of the World. |

## Géographie

### Sections de la commune
C'était une commune à part entière avant la fusion des communes de 1977.
| # | Section     | Superf. (km²) | Habitants (2020) | Habitants par km² | Code INS |
| - | ----------- | ------------- | ---------------- | ----------------- | -------- |
| 1 | Denderleeuw | 6,76          | 13.025           | 1.928             | 41011A   |
| 2 | Iddergem    | 2,95          | 2.774            | 942               | 41011B   |
| 3 | Welle       | 4,16          | 4.750            | 1.141             | 41011C   |

### Communes limitrophes
|          | Alost       |            |
| Haaltert | Denderleeuw | Liedekerke |
|          | Ninove      |            |

## Démographie

### Évolution démographique: Avant la fusion des communes
- Sources : INS, Rem. : 1831 jusqu'en 1970 = recensements, 1976 = nombre d'habitants au 31 décembre[4].

### Évolution démographique de la commune fusionnée
Graphe de l'évolution de la population de la commune. Les données ci-après intègrent les anciennes communes dans les données avant la fusion en 1977.
- Source : DGS - Remarque: 1831 jusqu'à 1981=recensement; depuis 1990=nombre d'habitants chaque 1er janvier[5]